# Сим (Библия)

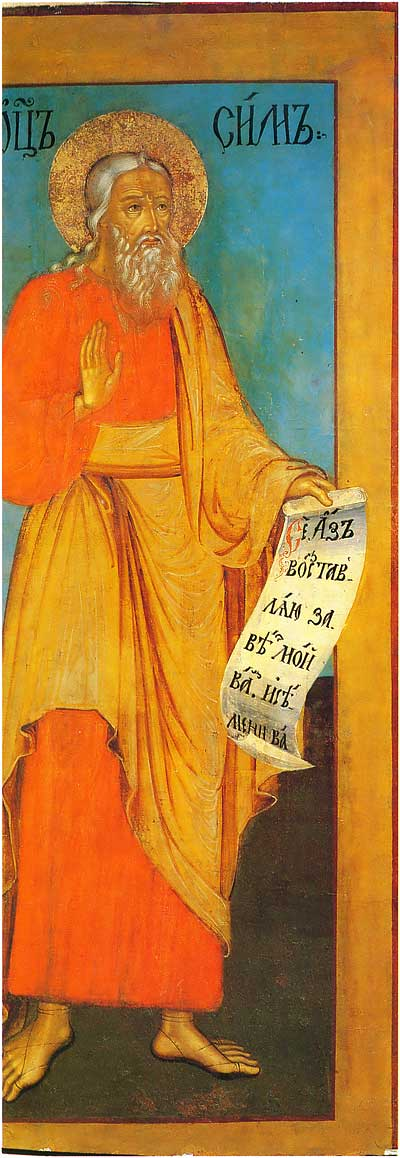
Праотец Сим

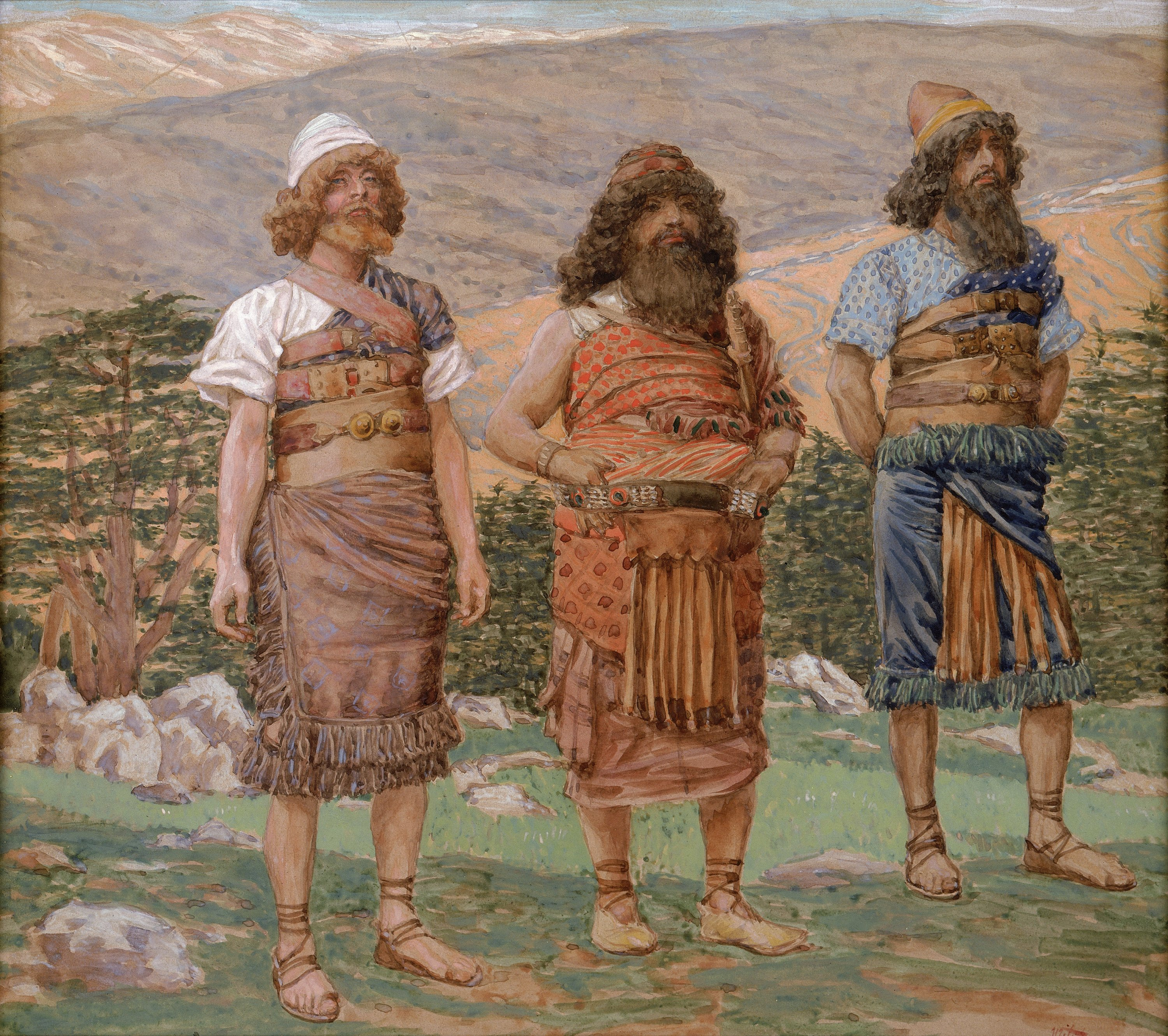
Сыновья Ноя Сим, Хам и Иафет

Сим (др.-евр. ‬и ивр. שֵׁם‎, шем; геэз ሴም [Sēm] — имя, название) — библейский персонаж. Был старшим сыном Ноя. Считается родоначальником семитских народов.
В арабской и мусульманской традиции — Сам (араб. سام‎), у Абу-ль-Фадля Аллами в Акбар-наме — Шам.

## Биография
Сим родился, когда Ною было около 500 лет. Согласно Книге Бытия, Сим с женой, как и его братья со своими женами, сопровождали Ноя в ковчег во время Всемирного потопа (Быт. 7:7). Они также присутствовали с ними во время последующего завета с Богом (Быт. 9:8). Как отдельная личность он появляется только в Быт. 9:20—27 в эпизоде c опьянением Ноя, когда скромное поведение Сима и его брата Иафета резко контрастировало с поведением Хама, отца Ханаана. Хам увидел наготу Ноя, и, выйдя, рассказал своим двум братьям. Сим и Иафет взяли одежду, подошли к отцу, пятясь, и покрыли его наготу; лица их были обращены назад, и они не видели наготы своего отца (Быт. 9:23). За это Ной благословил Сима и Иафета: «Благословен Господь Бог Симов» (Быт. 9:25), а Ханаана проклял. Господь назван здесь «Богом Сима» и не упоминается в связи с двумя другими братьями. Сим был «родоначальником всех потомков Евера» (Быт. 10:21).
Сын Сима, Арфаксад, родился у него через два года после Потопа, когда Симу было 100 лет. Сим прожил 500 лет после рождения Арфаксада и умер в возрасте 600 лет. Таким образом, Сим жил во времена Авраама.
В Аггаде благословение Ноем Сима интерпретируется как благословение Израиля. Этот отрывок предвещает подчинение хананеев евреям и отождествляет Сима с будущим народом Израиля. Проклятие Ноем Ханаана использовалось для оправдания завоевания Израилем земли Ханаанской. Сим получил в наследство Землю Израиля. В Талмуде его называли самым мудрым из братьев (Санхедрин, 69b). Именно он взял на себя инициативу прикрыть наготу своего отца. Сим отождествлялся с Мелхиседеком, царем Салима, который служил там первосвященником. Однако он был лишен священства, потому что благословил Авраама раньше Бога, поэтому священство было отдано потомству Авраама (Недарим, 32b).

## Потомки Сима

### О жене
В Книге Юбилеев упоминается имя жены Сима — Седукательбаб.
В Книге Яшера (Праведного) упоминается, что жена Сима была дочерью Елиакима, сына Матушлаха (Мафусала).
Армянский историк Мхитар Айриванкский упоминает жену Сима Дизакзипат.

### О сыновьях
По Библии у Сима было пять (по переводу 70 толковников Книги Бытия — шесть) сыновей: Элам, Ассур, Арфаксад, Луд, Арам, [Каинан].
Абу-ль-Фадль Аллами называет девять сыновей Шама (Сима):
1. Арфахшад (Арфаксад);
2. Кайумарс — был прародителем царей Персии;
3. Асуд (Ашур) — основал Мадаин (соединившиеся города Селевкия и Ктесифон), его сыновья — Ахваз и Пахлу (Пелег), и сын Пахлу — Фарс;
4. Иган (Ифин, Икин, Икан) — отец Шама (Сирия) и Рума (Малая Азия);
5. Бурадж;
6. Лауз (Луд) — от него происходят египетские фараоны;
7. Элам — построил города Хузистана; его сыновья — Хорасан и Тамбал, сын Хорасана — Ирак, сыновья Тамбала — Кирман (Кермания) и Макран;
8. Арам — от него происходит племя Ад;
9. Бузар — отец Арана, Армана и Фаргана.

## Почитание
В Православной церкви Сим почитается как праведный в сонме праотцов. Память совершается в Неделю святых праотцов (за две недели перед праздником Рождества Христова).

## Образ Сима в кино
- Ной (2014; США) режиссёр Даррен Аронофски, в роли Сима Гэвин Касалежно (в детстве), Дуглас Бут (в молодости).